# Андриссен, Юриан
Ариан Андриссен известный под псевдонимом Лесли Кул (нидерл. Jurriaan Andriessen; 15 ноября 1925, Харлем — 23 августа 1996, Гаага) — нидерландский композитор.

## Биография
Родился в музыкальной семье, сын Хендрика Андриссена (1892—1981) — композитора, органиста и педагога, приверженца творчества Стравинского. Композиторами стали также его брат Луи и сестра. Племянник музыканта и композитора Виллема Андриссена.
Изучал теорию музыки под руководством своего отца, фортепиано — у Г. Хенневельда и А. Юрреса, дирижирование и инструментовку — у В. ван Оттерло в Утрехтской консерватории, затем переехал и совершенствовался в композиции в Париже, у Оливье Мессиана, в Милане (1948) и по стипендии Фонда Рокфеллера в 1949—1951 годах в Танглвуде (США).

## Творчество
Писал, преимущественно, музыку для театра, кино и радио (главным образом для театральной труппы «Гаагская комедия») к пьесам «Тартюф» Мольера, «Гамлет» У. Шекспира, «Траур к лицу Электре» Ю. О’Нила и др. Его музыка была использована Дж. Баланчиным при создании балета «Jones Beach». Он сочинил 8 симфоний, две оперы («Kalchas» (1959) и «Het zwarte blondje»)1964)).
Наиболее значительные произведения — «Большая месса во славу господа» (1949) и месса для контральто, тенора, хора и оркестра.
Андриссен также был плодовитым композитором камерных и вокальных произведений, многие из которых предназначались для исполнения любителями; он также работал на руководящих должностях на телевидении. Руководил собственным джаз-бэндом, с которым выступал под сценическим псевдонимом Лесли Кул.

## Избранные музыкальные сочинения
- Het wonderlijke uur, (1948)
- Berkshire Symphonies, оркестровая музыка (1949)
- Rouw past Elektra (1954)
- Концертино , для фагота и духового квинтета (1962)
- Entrata Festiva, оркестровая музыка, написанная ко дню свадьбы принцессы Беатрикс (1966)
- Rosencrantz and Guildenstern are Dead, партитура (1968)
- Een Prince van Orangien, оркестровая музыка, написанная к юбилею королевы Юлианы (1973)
- Entrata della regina, оркестровая музыка, по случаю коронации принцессы Беатрикс (1980)
- Sciarada Spagnuola, Divertimento voor Blaaskwintet (1963)
- Les Cloches des Clochards, сюита для карильона (1976)

## Награды
- Орден Белого слона
- Орден Оранских-Нассау